# Энгельбрект Энгельбректссон
Э́нгельбрект Э́нгельбректссон (швед. Engelbrekt Engelbrektsson; 1390-е, Вестманланд — 4 мая 1436, остров на озере Ельмарен) — вождь крупнейшего в средневековой Швеции народного восстания, регент Швеции (с 1435 года), шведский национальный герой.

## Биография
Происходил из немецкого рода, поселившегося в Швеции тремя поколениями ранее. Его отец, вероятно, был первым в роду, кто получил дворянство.
Сам Энгельбрект был бергсманом и жил в Нурберге, который в то время относился к провинции Даларна. Он прекрасно видел, в какую нужду привёл далекарлийцев фогд Вестеросского замка Йоссе Эрикссон. От их имени он отправился в Копенгаген к королю Эрику Померанскому, чтобы сообщить ему об их бедственном положении и потребовать справедливости.

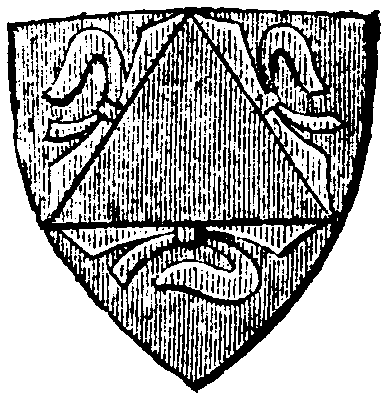
Герб Энгельбректа Энгельбректссона

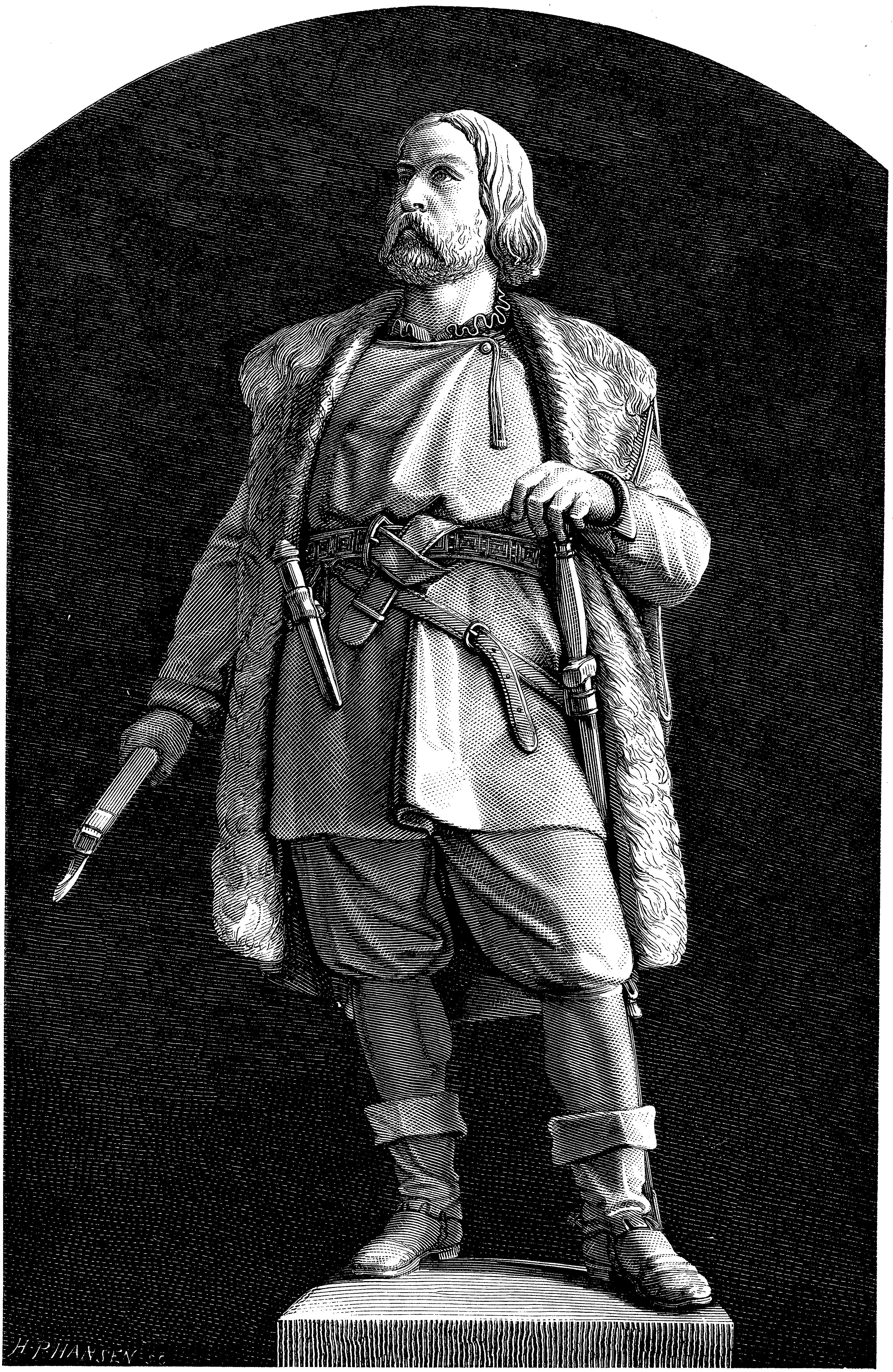
Модель памятника Энгельбректу Энгельбректссону, установленного в Эребру в 1865 г.

Когда надежды на помощь со стороны короля развеялись, он принял предложение бондов стать их вождём. Осенью 1433 года во главе вооружённого отряда он подошёл к Вестеросу, однако его убедили отступить. Собственно восстание началось летом 1434 года и вскоре перекинулось на соседние с Даларной провинции. К Энгельбректу присоединилась часть шведской аристократии. Отряды повстанцев один за другим захватывали замки, охраняемые верными королю гарнизонами. В результате нажима и угроз к восставшим примкнули и члены шведского риксрода. В течение трёх месяцев страна была освобождена от датчан, а Эрик Померанский был объявлен низложенным. В январе 1435 года на собравшемся в Арбуге риксроде Энгельбрект был провозглашён «вождём государства».
В ответ на это Эрик Померанский с войском прибыл в Швецию. Между ним и восставшими, осадившими Стокгольм, начались переговоры, в результате которых было заключено Хальмстадское перемирие, а позднее - Стокгольмский мирный договор. Король в обмен на лояльность шведов согласился выполнить ряд политических требований — жаловать лены и замки в Швеции только уроженцам страны, не вводить иноземцев в риксрод, назначить дротса и марска из числа шведов.
Король, однако, не соблюдал договорённостей, и в начале 1436 года Энгельбрект вместе с марском Карлом Кнутссоном двинул собранные войска на Стокгольм, всё ещё верный королю. При помощи городской бедноты им удалось занять город.
В результате вспыхнувшей между ними борьбы за титул вождя оба лидера становятся соправителями. Энгельбрект в привычной для себя роли военачальника совершает поход в южношведские и пограничные с ними датские области.
Между тем у Энгельбректа обостряется конфликт с Бенгтом Магнуссоном и Магнусом Бенгтссоном из знатного шведского рода Натт-о-Даг, возникший между ними из-за нарушения этими аристократами торговых привилегий ганзейских купцов, которым покровительствовал Энгельбрект.
Во время осады Аксевалля он был вынужден из-за болезни отправиться домой в Эребру, где вскоре получил приглашение на заседание государственного совета. Энгельбрект отправился в дорогу, хотя был настолько слаб, что даже не мог сесть в седло. Он намеревался добраться до Стокгольма водным путём, однако 5 мая 1436 года был убит на одном из островков на озере Ельмарен. Его убийцей был Монс Бенгтссон из рода Натт-о-Даг.
Похоронен в церкви Св. Николая в Эребру.
Позднее Энгельбрект стал популярным персонажем шведской литературы. Свои сочинения ему посвящали Г. Ф. Океръельм, А. Бланш, А. Стриндберг, Г. В. Гумелиус и пр.